# Lesley Lokko

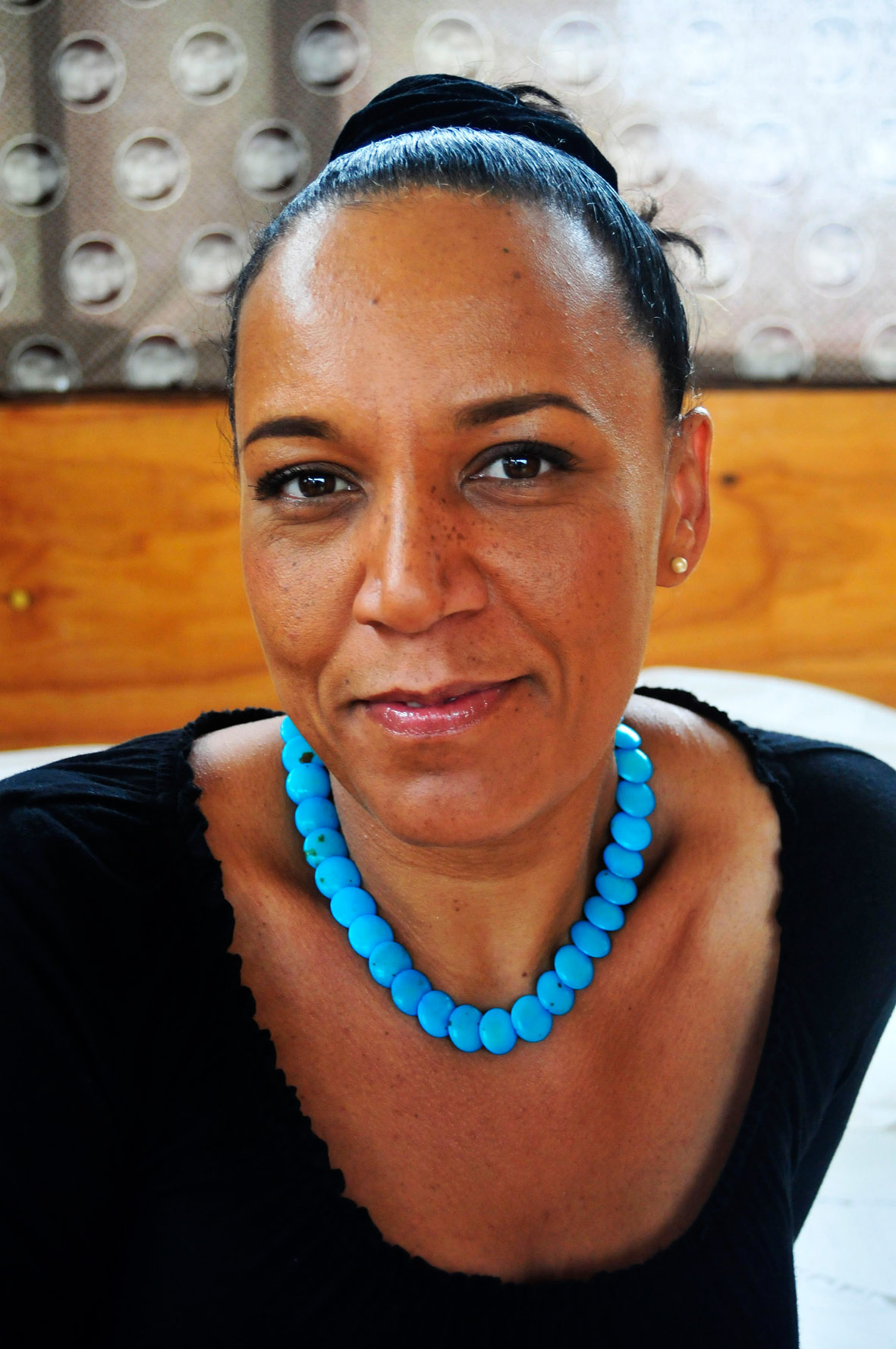
Lokko vào năm 2010

Lesley Naa Norle Lokko là một kiến trúc sư, học giả và tiểu thuyết gia người Ghana. Cô nói: "Tôi sống gần như đồng thời ở các thành phố Johannesburg, London, Accra và Edinburgh." 

## Tuổi thơ và giáo dục
Lesley Lokko sinh ra ở Dundee, con gái của một bác sĩ phẫu thuật người Ghana và một người mẹ Do Thái gốc Scotland, và lớn lên ở Ghana và Scotland. Năm 17 tuổi, cô đến một trường nội trú tư thục ở Anh. Cô bắt đầu học tiếng Do Thái và tiếng Ả Rập tại Đại học Oxford, nhưng rời chương trình để đến Hoa Kỳ. Cô tốt nghiệp Trường Kiến trúc Bartlett, Đại học College London, với bằng Cử nhân (Arch) năm 1992, và tháng 3 năm 1995, và tiếp tục lấy bằng Tiến sĩ Kiến trúc tại Đại học London vào năm 2007 

## Nghề nghiệp
Phần lớn các bài viết của Lokko chứa các chủ đề về bản sắc văn hóa và chủng tộc. Cô thường xuyên giảng bài ở Nam Phi, và cũng đã giảng dạy ở Vương quốc Anh và Hoa Kỳ. Cô cũng viết thường xuyên cho Tạp chí Kiến trúc. Cô hiện là Trưởng phòng sau đại học và Phó giáo sư kiến trúc tại Đại học Johannesburg.

## Tác phẩm được chọn xuất bản
2000: Giấy trắng, Dấu đen: Chủng tộc, Văn hóa, Kiến trúc 
2004: Sundowners 
2005: Bầu trời nghệ tây 
2008: Sôcôla đắng 
2009: Cô gái giàu, Cô gái nghèo 
2010: Một mùa hè bí mật 
2011: Một chuyện riêng tư 
2012: Một sự lừa dối tuyệt đối 
2014: Little White Lies 